# 章山题壁
章山题壁，位于中国安徽省黄山市黟县碧阳镇碧山村以北2公里的章山，漳河上游。
章山题壁是南宋时期的题词刻石，刻于开禧三年（1207年），共有楷书166字。
2004年8月，章山题壁已公布为黟县文物保护单位。2008年，章山题壁公布为黄山市文物保护单位。。